# Hominoidea
Gli ominoidi (Hominoidea) sono una superfamiglia di primati comprendente l'essere umano e le cosiddette scimmie antropomorfe (dal greco ἄνθρωπος ànthropos, "uomo" e μορφή morphè, "forma"), più simili all'uomo per caratteristiche fisiche e intellettive e comprendenti gli oranghi, gli scimpanzé, i gorilla e i gibboni. Fanno parte del parvordine dei Catarrhini o scimmie del Vecchio Mondo.

## Distribuzione
Homo sapiens è diffuso in tutto il mondo, mentre le altre specie sono diffuse in Africa e in Asia. Molte specie sono rare e in pericolo di estinzione.

## Biologia
Precedentemente le scimmie antropomorfe erano classificate nella famiglia Pongidae e l'uomo ne era escluso. Successivamente, grazie alle analisi genetiche, è stato possibile dimostrare che bonobo, scimpanzé, gorilla, orango e uomo sono molto più vicini di quanto si credesse, venendo perciò raggruppati nella stessa famiglia con la definizione propria di ominidi e inclusi con gli Hylobatidae nella superfamiglia degli ominoidi. È stato anche possibile accertare che la separazione tra gli scimpanzé e l'uomo è avvenuta in tempi più recenti rispetto a quella con i gorilla.
L'elenco dei fossili degli Hominoidea è tutt'altro che completo, anzi è spesso frammentario, ma riesce a dare una buona idea della evoluzione che ha portato all'uomo. La loro storia inizia in un periodo posto a circa 15 milioni di anni fa, quando avrebbe potuto aver luogo la separazione evolutiva fra i rami dell'orangutan e quelli delle altre grandi scimmie africane. 
Eccetto l'uomo e i gorilla, tutte le scimmie antropomorfe sono ottimi arboricoli. Sono descrivibili come onnivori, mangiano frutta, semi, tutti gli insetti che trovano e qualunque cosa di commestibile capiti loro a tiro.

## Tassonomia
Fanno parte della superfamiglia delle scimmie antropomorfe viventi: 
- La famiglia Hylobatidae che comprende i gibboni (4 generi e 12 specie).
- La famiglia Hominidae che comprende gli oranghi, i gorilla, lo scimpanzé, il bonobo e l'uomo.

La storia della tassonomia degli Ominoidi è confusa e complessa e spesso le famiglie hanno cambiato nome e significato nel tempo, in parte per un diffuso senso ancestrale di non appartenenza all'ordine dei Primati, in parte per una parziale o incompleta presenza di fossili, in parte per l'introduzione dell'analisi del DNA, che ha permesso ulteriori chiarimenti.

### Anni 50
- Fino al 1960 gli Ominoidi viventi erano divisi in due famiglie: l'uomo con la famiglia Hominidae e le scimmie antropomorfe incluse nella famiglia Pongidae.

| Hominoidea |             |
| Hominidae  | Homo        |
| Pongidae   | Pan         |
| Pongidae   | Gorilla     |
| Pongidae   | Pongo       |
| Pongidae   | Hylobatidae |

### Anni 60
- Negli anni 60 è stata applicata la biologia molecolare alla tassometria dei Primati. Nel 1963 Morris Goodman, basandosi su studi di immunologia, propose una divisione degli Ominoidi in tre famiglie: Hominidae, Pongidae e Hylobatidae

| Hominoidea  |                                            |
| Hominidae   | Homo                                       |
| Pongidae    | Pan                                        |
| Pongidae    | Gorilla                                    |
| Pongidae    | Pongo                                      |
| Hylobatidae | Hylobates, Hoolock, Symphalangus, Nomascus |

#### Dopo il 1963
- All'interno della superfamiglia Hominoidea gli Hylobatidae apparivano evolutivamente più lontani e quindi formanti una famiglia indipendente, mentre i restanti ominoidi risultavano molto più vicini tra loro, venendo collocati come sottofamiglia Ponginae nella stessa famiglia dell'uomo, gli Hominidae, con la conseguente scomparsa della famiglia Pongidae.

| Hominoidea  |           |                                            |
| Hominidae   | Homininae | Homo                                       |
| Hominidae   | Ponginae  | Pan                                        |
| Hominidae   | Ponginae  | Gorilla                                    |
| Hominidae   | Ponginae  | Pongo                                      |
| Hylobatidae |           | Hylobates, Hoolock, Symphalangus, Nomascus |

### Anni 70
- Analisi successive hanno mostrato come gli scimpanzé e i gorilla fossero filogeneticamente più vicini all'uomo rispetto agli oranghi. Ciò ha permesso di piazzare i due generi nella sottofamiglia Homininae. Questa classificazione è stata proposta da Goodman nel 1974.

| Hominoidea  |           |                                            |
| Hominidae   | Homininae | Homo                                       |
| Hominidae   | Homininae | Pan                                        |
| Hominidae   | Homininae | Gorilla                                    |
| Hominidae   | Ponginae  | Pongo                                      |
| Hylobatidae |           | Hylobates, Hoolock, Symphalangus, Nomascus |

### Anni 90
- Con l'analisi del Dna, è stato messo in evidenza che i gorilla erano un gruppo indipendente. Ciò ha suggerito che gli scimpanzé fossero molto più vicini all'uomo che ad altri gruppi. Questa classificazione è stata proposta da Goodman et al. nel 1990.

| Hominoidea  |           |           |                                            |
| Hominidae   | Homininae | Hominini  | Homo                                       |
| Hominidae   | Homininae | Hominini  | Pan                                        |
| Hominidae   | Homininae | Gorillini | Gorilla                                    |
| Hominidae   | Ponginae  |           | Pongo                                      |
| Hylobatidae |           |           | Hylobates, Hoolock, Symphalangus, Nomascus |